# Santo António (Funchal)
Santo António (Tiếng Bồ Đào Nha có nghĩa là "Saint Anthony" - tên vị thần của những người nuôi lợn) là một giáo xứ và cũng là một khu ngoại ô ở phía Đông Bắc thành phố Funchal, quần đảo Madeira. Santo António là giáo xứ lớn nhất về dân số ở quần đảo. Nó nằm ở khoảng 3 NE km về phía trung tâm thành phố Funchal. Ngành công nghiệp chính ở đây là các doanh nghiệp. Nó được nối với một đoạn đường liên kết giữa Monte và Camacha. Các giáo xứ ở vùng ngoại ô thì nằm trên một sườn dốc ở phía Nam của núi. Phía Bắc và một nửa phía đông được bao phủ bởi rừng. Phần còn lại của khu vực này là các khu đô thị và dân cư. Nơi đây cũng là mảnh đất đã sản sinh ra một trong những cầu thủ bóng đá nổi tiếng thế giới Cristiano Ronaldo.